# Pseudofavolus
Pseudofavolus là một chi nấm thuộc họ Polyporaceae.